# Semidalis manausensis
Semidalis manausensis is een insect uit de familie van de dwerggaasvliegen (Coniopterygidae), die tot de orde netvleugeligen (Neuroptera) behoort. 
De wetenschappelijke naam Semidalis manausensis is voor het eerst geldig gepubliceerd door Meinander in 1980.